# 장마르크 기유
장-마르크 기유(프랑스어: Jean-Marc Guillou, 1945년 12월 20일, 페이 드 라 루아르 지방 부아유 ~)는 프랑스의 전 축구 선수이자 감독으로, 1978년 월드컵에 참가했다.

## 클럽 경력
기유는 루아-라틀랑티크 주 부아유 출신이다. 그는 앙제, 니스, 뇌샤텔 샤막스, 뮐루즈, 그리고 칸에서 활약했다.

## 국가대표팀 경력
기유는 1974년 3월에 루마니아와의 경기에서 프랑스 국가대표팀 첫 경기를 치렀고, 이 경기에서 프랑스가 1-0으로 이겼다. 1974년부터 1978년까지, 그는 프랑스 국가대표팀 경기에 19번 출전했는데, 아르헨티나에서 열린 1978년 월드컵에도 출전했다.
그는 1978년 월드컵에 프랑스의 첫 경기인 이탈리아와의 6월 2일 마르 델 플라타 일전에 출격했지만 1-2로 패했다.

## 감독 경력
기유는 1983년에 칸의 수석 코치로 훗날 아스널 감독으로 취임하는 아르센 벵어를 선임해 감독의 길로 유도했다.
기유는 아비장의 축구 학교 아카데미 드 솔 베니를 개교했고, 이후 감독 겸 단장으로 미모자에서 활동했다. 그는 이후 아프리카와 타이에서 장-마르크 기유 축구학교(Académie Jean-Marc Guillou)의 명칭으로 여러 축구 학교를 운영하며, 유망주들을 발굴하고 유럽 구단 이적에 큰 도움을 주었고, 축구 학교는 현재 아비장, 아니치카, 알제, 그리고 방콕에서 운영중이다.

## 수상
앙제
- 프랑스 리그: 1969